# Z.Tao
Huang Zitao (en chino, 黃子韜; Qingdao, Shandong, 2 de mayo de 1993), conocido como Tao, es un rapero, cantante, compositor y actor chino, conocido por haber sido miembro del grupo masculino surcoreano EXO. Hizo su debut como solista en su país natal con el lanzamiento de T.A.O, su primer miniálbum, bajo el nombre artístico Z.Tao. Inició su carrera como actor en la película You Are My Sunshine y más tarde recibió reconocimiento por protagonizar Negotiator y The Brightest Star in the Sky.

## Primeros años
Tao nació el 2 de mayo de 1993 en Qingdao, China. Cuando era niño, no quería hacer artes marciales, pero sus padres lo obligaron a hacerlo. Realizó Wushu y yoga durante diez años. A la edad de seis años, ganó la competencia nacional de Wushu. Como estudiante, trabajó a tiempo parcial en Starbucks. Cuando Tao se presentó para audicionar en MBC Star Audition, demostró técnicas de Wushu, a diferencia de las actuaciones estándares de canto y baile. Los representantes de SM Entertainment notaron inmediatamente sus habilidades un poco inusuales.

## Carrera

### 2012-2015: Comienzos de carrera con EXO y debut como solista
En 2010, Tao participó en un casting en su ciudad de Qingdao y se convirtió en aprendiz de SM Entertainment. Su entrenamiento como aprendiz duró menos de un año. El 7 de diciembre de 2011, fue representado como el tercer integrante de EXO en un teaser publicado en el canal de SM Entertainment. El 29 de diciembre, se presentó públicamente en SBS Gayo Daejeon. A finales de 2013, Tao participó en el programa Splash! de MBC, en el que las celebridades se zambullían. Sin embargo, después del lanzamiento de cuatro episodios, el programa se canceló, ya que varias celebridades participantes (incluyendo a Tao) resultaron heridas. Por lo tanto, el programa duró desde el 23 de agosto al 13 de septiembre. En 2014, Tao apareció en los vídeos de Zhang Liyin de los sencillos «Agape» y «Not Alone», protagonizándolos con Victoria de f(x). Tao también participó en la grabación de dos canciones de Zhou Mi de su álbum Rewind, «Rewind» y «Love Tonight», para el cual escribió rap. En el mismo año, Tao participó en la filmación del programa Law of the Jungle en las Islas Salomón. Desafortunadamente, se vio obligado a abandonar el programa, ya que se lastimó la pierna en un arrecife de coral.
Tao hizo su debut cinematográfico en la película romántica You Are My Sunshine junto a Huang Xiaoming y Yang Mi. La película fue lanzada el 1 de mayo de 2015. En el mismo mes, actuó como el prototipo del personaje del juego para móviles, Chao Shen Zhan Dui. El 3 de junio, asistió a la apertura del juego. En el mismo mes, Tao abrió su propia agencia, Huang Z.TAO Studio en su país natal. El 23 de julio de 2015, Tao debutó como solista con el EP, T.A.O. Su disco vendió 670 mil copias una semana después del lanzamiento. Dos meses después, Tao lanzó su segundo miniálbum, Z.Tao, cuyo sencillo es «Crown». El álbum fue pospuesto debido a las explosiones en Tianjin. El primer recital de Tao tuvo lugar el 23 de agosto en el Centro de Exposiciones de Beijing como un evento de caridad para aquellos que sufrieron durante los bombardeos en Tianjin. Interpretó ocho canciones (incluidas las que formaban parte de T.A.O). El 24 de agosto de 2015, Tao solicitó formalmente la rescisión del contrato con SM Entertainment. El motivo de su demanda fue complicaciones en su salud que aparecieron después de una lesión en el tobillo que ocurrió en Idol Star Athletics Championships. También dijo que se lesionó varias veces siendo miembro de EXO. Después de dejar el grupo, viajó a los Estados Unidos. Pero se mantuvo en contacto con sus fanáticos a través de sus redes sociales.
En el mismo año, se lanzó el vídeo musical de «Crown». Es un cortometraje de siete minutos, producido por Nick Lenz. El propio Tao realizó trucos y movimientos de combate en las escenas de lucha. La modelo y actriz australiana Jessica Gomes y el actor Jeff Kober también participaron en la filmación. El 19 de septiembre, Tao asistió a la Semana de la Moda de Londres por una invitación especial de Versus Versace. El 15 de octubre, Tao lanzó el sencillo «Reluctantly», una balada emocional sobre un antiguo amor. El productor fue Andros Rodríguez, un ganador de los Grammys. En los MIGU Music Awards, Tao recibió su primer premio a la «Mejor interpretación escénica» e interpretó «Reluctantly». El 20 de octubre, el canal de televisión Anhui anunció que Tao se convertiría en un participante de la versión china de Law of the Jungle. El 28 de noviembre, en SZTV, Tao presentó su primer reality show, Charming Daddy. Tao lanzó la canción «I Am the Sovereign» como banda sonora del juego homónimo. La canción se ubicó en el primer lugar de Billboard y se mantuvo en esa posición durante una semana.

### 2016-presente:The Road
El 12 de enero de 2016, Tao ganó el premio como «Cantante más poderoso» en los Mobile Video Awards (Miopai Awards), donde interpretó la canción «Alone». En el mismo mes, fue invitado a SoYoung 2016 Live Concert Tour, junto a otros artistas chinos, donde interpretó «Reluctantly», «Crown», «M.O.M», «I Am the Sovereign» y «Feel Awake». En marzo, Tao anunció que estaba trabajando en un nuevo álbum llamado The Road. Viajó a Los Ángeles para grabar y colaborar con Nick Lenz. Se suponía que el álbum consistía en cuatro canciones, cada una de las cuales iría acompañada de un videoclip. El primer sencillo, «The Road», fue escrito por el propio cantante durante seis meses y fue lanzado el 22 de abril. Una semana después, se lanzó un vídeo para la canción. El 1 de mayo, una gira en apoyo del álbum comenzó en Nanjing. Al mismo tiempo, Tao presentó un vídeo musical para la canción «Hello», grabado con la participación del rapero estadounidense Wiz Khalifa. El 5 de junio, el sencillo «Adore» fue lanzado bajo la discográfica Huang Zitao Studio, que ocupó el primer lugar en la lista de ventas de Yinyuetai V Chart durante seis semanas consecutivas Recibió la certificación de platino en China. El 22 de agosto, The Road fue lanzado, logrando que la edición limitada con 8 mil copias fuese agotada. Un minuto después del comienzo de la preventa, los ingresos fueron un total de 500 000 yuanes, y el álbum ocupó el primer lugar en las listas de ventas. A finales de 2016 en la ceremonia de los Tencent Star Awards, Tao ganó un premio como el «Cantante más influyente».
En abril de 2017, Tao se convirtió en el representante de la 17a ceremonia de los Top Chinese Music Awards, donde más tarde recibió el premio como «El artista más completo del año». En la primavera de 2017, Tao realizó su primera gira, Promise, en Asia y lanzó el sencillo del mismo nombre. En 2018, se unió al programa de variedades orientado a la danza, Street Dance of China. También se anunció que Tao sería el productor principal y MC en la versión china de Produce 101. El mismo año, Tao se embarcó en su cuarta gira de conciertos, Z.Tao 2018 IS GOØD Concert Tour.

## Discografía
Álbum de estudio
- 2016: The Road

EPs
- 2015: T.A.O
- 2015: Z.TAO

## Filmografía

### Películas
| Año  | Título              | Papel     | Notas            |
| ---- | ------------------- | --------- | ---------------- |
| 2015 | You Are My Sunshine | William   | Papel de apoyo   |
| 2016 | Railroad Tigers     | Da Hai    | Papel secundario |
| 2017 | The Game Changer    | Fang Jie  | Papel secundario |
| 2017 | Edge of Innocence   | Kang Qiao | Papel principal  |
|      | Father              |           |                  |

### Dramas
| Año  | Título                                      | Canal         | Papel         | Notas                      |
| ---- | ------------------------------------------- | ------------- | ------------- | -------------------------- |
| 2015 | EXO Next Door                               | Naver TV Cast | Tao           | Papel ficticio de sí mismo |
| 2017 | A Chinese Odyssey: Love You A Million Years | Mango TV      | Zhi Zunbao    | Papel principal            |
| 2018 | Negotiator                                  | Hunan TV      | Xie Xiaofei   | Papel principal            |
| 2019 | The Brightest Star in the Sky               | Tencent       | Zheng Boxu    | Papel principal            |
| 2019 | The Files of Teenagers in the Concession    | iQiyi         | Wu Qian       | Papel principal            |
| 2019 |                                             |               |               | Papel principal            |
| 2020 | Forward forever                             | Dragon TV     | Chong Li Ming | Papel principal            |
|      |                                             |               |               |                            |

### Programas de variedades
| Año       | Título                          | Canal            | Notas                           |
| --------- | ------------------------------- | ---------------- | ------------------------------- |
| 2015–2016 | Charming Daddy                  | Shenzhen TV      | Miembro del elenco              |
| 2016      | Law of The Jungle               | Anhui Television | Miembro del elenco              |
| 2016      | Takes a Real Man                | HBS              | Miembro del elenco              |
| 2018      | Street Dance of China           | Youku            | Miembro del elenco              |
| 2018      | Produce 101                     | Hangzhou         | Presentador                     |
| 2019      | Dance Smash                     |                  | Miembro del elenco              |
| 2019      | The protectors                  |                  | Miembro del elenco              |
| 2020      | Hey! What are You Doing?        |                  | Miembro del elenco              |
| 2020      | Produce Camp                    | Wetv (Tencent)   | Presentador y membro del elenco |
| 2021      | Bravo Youngsters                |                  | Miembro del elenco              |
| 2021      | Sisters Who Make Waves Season 2 |                  | Miembro del elenco              |
| 2021      | The Detectives' Adventures      | IQIYI            | Miembro del elenco              |